# 拜伦之战
拜伦之战（法語：Bataille de Bailén）发生于1808年7月16-19日。此役中，由弗朗西斯科·卡斯塔尼奥斯和特奥多尔·冯·雷丁将军率领的西班牙安达卢西亚军队与皮埃尔·杜邦·德莱唐将军率领的法国军队在拜伦交战。这场战斗是拿破仑时期法国军队的第一次在开阔平原战败。此役中，最激烈的战斗发生在西班牙南部哈恩省瓜达尔基维尔河畔的拜伦附近。
1808年6月，在抵抗法国占领西班牙的起义爆发之后，拿破仑将法国军队分成小队，以镇压西班牙重要城市的起义。其中一个小队在皮埃尔·杜邦·德莱唐将军的领导下被派往莫雷纳山脉，向南穿过安达卢西亚到达加的斯港，在那里，有一支法国海军的舰队被西班牙军队围困。拿破仑有足够的信心，并认为凭借麾下的20,000名士兵，杜邦将摧毁途中遇到的任何敌人，尽管法军部队中的大多数都是没有经验的新兵。当杜邦和他的手下在7月突袭并掠夺科尔多瓦时，事实证明并非如此。在圣罗克指挥西班牙野战军的卡斯塔尼奥斯和马拉加总督冯·雷丁将军前往塞维利亚与塞维利亚的反法起义军队交涉，并让该省的军队加入他们一起对抗法国人。在得知一支规模更大的西班牙军队逼近后，杜邦退回到该省的北部。由于杜邦本人得病且法军部队满载着战利品，法军不明智地决定等待来自马德里的增援。然而，杜邦派出的信使全部都被拦截并杀死，多米尼克·韦德尔将军率领的一个师由于此前得到命令清理通往马德里的道路，所以此时已与主力部队分离。
7月16日至19日期间，西班牙军队聚集在瓜达尔基维尔河沿岸的法国阵地前，并在多个地点发动攻击，迫使困惑的法国守军左右转移他们的师。随着卡斯塔尼奥斯在安杜哈尔将杜邦的部队围困在河流下游，雷丁成功地在门希瓦尔渡河并占领了拜伦，穿插至法军的两支部队之间之间。在被卡斯塔尼奥斯和雷丁的部队包围后，杜邦的部队三次试图突破西班牙在拜伦的防线，但徒劳无功并造成2,000人的伤亡，杜邦自己也在战斗中负伤。由于他的手下缺乏补给，而且在酷热中无法获取水源，杜邦开始与西班牙人进行谈判。
韦德尔的部队此时终于抵达战场，但为时已晚。在会谈中，杜邦不仅同意投降他自己的部队，而且还同意交出韦德尔的部队，尽管后者的部队在西班牙包围圈之外并有很好的逃生机会。此役中，西班牙军队总共俘虏了17,000名法军士兵，使拜伦之战成为整个半岛战争中法军遭受的最惨重的失败。根据协议，投降的法军士兵将被遣返法国，但西班牙人不遵守投降条件并将法军士兵转移到卡夫雷拉岛，大多数法国人在那里死于饥饿。
当灾难性的消息传到约瑟夫·波拿巴在马德里的宫廷时，法军此时已撤退到埃布罗河，并将西班牙的大部分地区拱手让给了叛乱分子。法国在整个欧洲的敌人为迄今为止未曾战败的法国军队遭受第一次重大失败而欢呼。“西班牙喜出望外，英国兴高采烈，法国沮丧，拿破仑愤怒。这是拿破仑帝国所遭受的最大失败，更重要的是，这是由一个拿破仑看不起的对手造成的”。西班牙的英雄主义的故事鼓舞了奥地利，并激起了奥地利对拿破仑的不满，在一定程度上引发了第五次反法同盟。
由于对西班牙的战事感到震惊，拿破仑决定亲自指挥西班牙战区，并率领大军入侵西班牙。拿破仑亲自指挥的法军对摇摆不定的西班牙叛军及其英国盟友进行了毁灭性的打击，并重新夺回了失地，包括于1808年11月占领马德里，此后法军才将注意力转向奥地利。半岛战争持续了很多年。法军在伊比利亚半岛投入大量资源与西班牙游击队进行长期消耗战。最终法国军队被驱逐出伊比利亚半岛，法国南部在1814年被西班牙、英国和葡萄牙联军入侵。

## 背景
1807年至1808年间，成千上万的法国军队进军西班牙，以入侵葡萄牙，拿破仑利用这个机会发起了针对西班牙王室的阴谋。一场由西班牙贵族在法国支持下发动的政变迫使卡洛斯四世下台，取而代之的是他的儿子费尔南多。4月，拿破仑将两位西班牙国王送往巴约讷，以确保他们的退位，并用波拿巴王朝取代西班牙的波旁王朝，安排他的兄弟约瑟夫·波拿巴成为西班牙国王。 
然而，这些政策都没有得到西班牙人的支持，他们宣布效忠被废黜的费尔南多，并对法国统治者发起反抗。马德里市民于5月2日爆发起义，杀死了150名法国士兵，但被若阿尚·缪拉元帅的精锐帝国卫队和马穆鲁克骑兵镇压。由于游击队占领或威胁了主要道路，约瑟夫·波拿巴未能在第一时间进入他的王国。
5月26日，在约瑟夫·波拿巴本人缺席的情况下在马德里被宣布成为西班牙和印度群岛国王，他的使者受到西班牙名流的称赞。然而，马德里平民却愤愤不平。西班牙士兵悄悄撤退到城外叛军控制的村庄和前哨，只有缪拉的20,000名法军士兵在城内维护秩序。
在首都之外，法国的战略形势迅速恶化。法军约有80,000人的部队只能控制西班牙中部的狭长地带，从北部的潘普洛纳和圣塞瓦斯蒂安一直延伸到南部的马德里和托莱多。缪拉在一场席卷法军营地的风湿性绞痛中身体不适，随后他辞去指挥权并返回法国接受治疗。安纳·让·马里·勒内·萨瓦里将军，一个“比任何战地指挥官都更杰出的警察部长”，在关键时刻抵达西班牙并接管了群龙无首的法国驻军。
随着西班牙大部分地区的公开叛乱，拿破仑在西班牙边境的巴约讷建立了一个总部，以重组他陷入困境的部队并改变局势。皇帝对他的西班牙对手毫不尊重，决定迅速展示武力吓倒叛军并迅速巩固他对西班牙的控制。为此，拿破仑派出多支小部队，通过占领西班牙的主要城市来平息叛乱：让-巴蒂斯特·贝西埃元帅从马德里率领25,000人向西北推进旧卡斯蒂利亚，并向东派出一支分队进入阿拉贡，旨在夺取桑坦德和萨拉戈萨；德·蒙塞元帅率领29,350人向瓦伦西亚进发；纪尧姆·菲利贝尔·迪埃姆将军在加泰罗尼亚集结了12,710名士兵，并围攻赫罗纳。最后，一位杰出的师长皮埃尔·杜邦·德莱唐将军率领13,000人向南前往塞维利亚，并最终抵达加的斯港，该港内驻扎了海军上将弗朗索瓦·艾蒂安·德·罗西利-梅斯罗的舰队。

## 安达卢西亚
杜邦的部队多为二线部队改编，大多数先前都在普鲁士地界执行安保任务。拿破仑将二线部队投放到西班牙战场展示了他本人骄傲轻敌的心态。杜邦的部队在行军路上洗劫了西班牙城市科尔多瓦，但由于安达卢西亚的起义愈演愈烈，杜邦决定全军撤往莫雷纳山脉并等待来自马德里的援军。
法军在酷热中撤退，整支部队携带着大约500辆载有战利品的车和1,200名病患。一位法国外科医生记录说：“我们的小军队有能够满足150,000人使用的行李车。仅仅是下级军官就需要一两由四匹骡子牵引的马车。每个营都有50多辆行李车，这是对科尔多瓦进行掠夺的结果。我们所有的行动都受到了阻碍，全都归功于将军的贪婪。”雅克-尼古拉·戈贝尔将军的师于7月2日从马德里出发，前往支援杜邦的部队。然而，他的师中只有一个旅最终加入了杜邦的部队，其余的则需要守住北方的道路以对抗当地的游击队。

### 法军的增援部队
拿破仑和法国战略家担心部队与巴约讷的联系，并担心英国后裔在比斯開灣公开叛乱，最初优先考虑在西班牙北部开展行动6月中旬，安托万·拉萨尔将军在卡韦松的胜利极大地简化了问题；随着巴利亚多附近周围的西班牙民兵被摧毁，旧卡斯蒂利亚的大部分地区被占领，萨瓦里将目光转向南方，并决定重新与安达卢西亚的杜邦部队建立联系。除了西班牙北部的威胁之外，拿破仑最急于确保安达卢西亚各省的安全，因为那里的西班牙保守派很可能会抵抗约瑟夫·波拿巴的统治。6月19日，多米尼克·韦德尔将军率领杜邦麾下的第2步兵师从托莱多向南行军派出，强行越过莫雷纳山脉，并与杜邦会合，对卡斯蒂利亚-拉曼恰沿线的道路进行扫荡。
韦德尔的部队有6,000人、700匹马和12门火炮。在行军期间，克洛德·鲁瓦兹将军和路易·利热-贝莱尔将军率领的小分队加入了韦德尔。纵队在平原上疾驰而过且没有遇到任何抵抗，尽管时常有落单的法军士兵被当地人抓住并被杀。6月26日，该纵队到达山脉，发现一支3,000人的西班牙叛军。韦德尔的部队迅速冲进了山脊并对西班牙人造成严重伤亡。法军士兵随后向南前往拉卡罗利纳。

### 混乱的命令

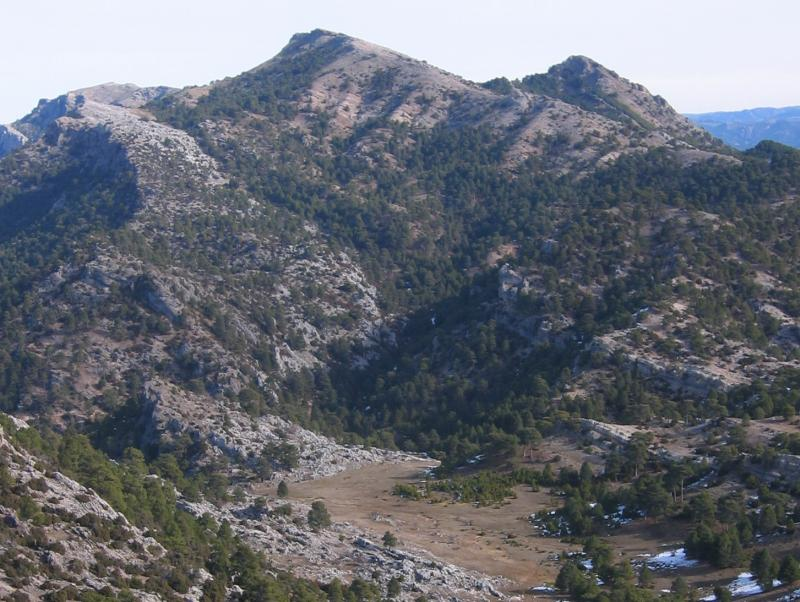
莫雷纳山脉

韦德尔接到来自马德里和巴约讷的命令：杜邦停止向加的斯进军，并向东北方向撤退（既成事实），一边观察西班牙在安达卢西亚的动向，一边等待前往萨拉戈萨和瓦伦西亚受降的法军部队。但这些投降是痴人说梦。蒙塞元帅在瓦伦西亚的失败让这个幻想破灭。，由于未能占领瓦伦西，法军指挥部让蒙塞西的军团从瓦伦西亚向西转向格拉纳达并与杜邦联手对安达卢西亚展开钳形攻势的计划此时已不再现实。法军在阿拉贡的部队也被牵制，因为法军在萨拉戈查的多次进攻都宣告失败。与此同时，萨瓦里开始为约瑟夫·波拿巴的到来做准备。为了安全起见，许多分散的法国编队被撤回马德里周围。如果贝西埃在北部的战役变得更糟或者西班牙军队突然出现时，杜邦的部队将负责支援首都。
然而，杜邦并未完全放弃他最初占领安达卢西亚的计划。萨瓦里此时继续发布意思模糊的命令，并承诺在未来某日会加派增援，而拿破仑则对放弃安杜哈尔而感到愤怒。由于事态悬而未决，杜邦选择在瓜达尔基维尔河沿岸坚守阵地，洗劫并占领拜伦和哈恩，而不是继续撤退。拿破仑轻描淡写地写道：“即使杜邦遭遇挫折，他也只需要翻越莫雷纳山脉。”

### 西班牙军队的准备
得知法国入侵南部省份后，弗朗西斯科·哈维尔·卡斯塔尼奥斯将军猜到了杜邦的意图，并准备在加的斯据点附近建立一个防御阵地，但杜邦的撤退打乱了西班牙人的计划。卡斯塔尼奥斯在乌特雷拉建立了一个司令部，并将安达卢西亚军队分成四个师，由特奥多尔·冯·雷丁将军、安东尼奥·马莱将军、费利克斯·琼斯将军和曼努埃尔·拉佩尼亚将军指挥。胡安·德拉克鲁斯·莫尔赫翁上校率领另外一支由大约1,000名散兵、武装农民和其他轻步兵组成的小分队。

### 瓜达尔基维尔的停留
当杜邦率领两个师在安杜哈尔逗留时，他试图掌握战略性的马德里-塞维利亚公路及公路附近的广阔平原。卡斯塔尼奥斯的四个师从南部稳步推进，游击队从格拉纳达行军封锁通往山脉和拉曼恰的道路。法军韦德尔的师被派往拜伦以东，以守卫附近的山口，7月1日，韦德尔被派往遏制游击队在哈恩和拉卡罗利纳的推进，法军的防线此时仍在继续向东延伸。与此同时，利热-贝莱尔将军率领的1,500名士兵进入瓜达尔基维尔南岸的门希瓦尔的前哨。在安杜哈尔，河边的一座防御阵地得到加固，法军还在南岸建造了小型防御工事，以防止敌人越过，但是，瓜达尔基维尔河在很多地方都可以涉水，并且可以从周围的山丘上部署火炮，所以杜邦的防御工事并没有让他更加自信。韦德尔的一个旅在击溃游击队后于7月5日返回拜伦，他的部队有200人伤亡，而且此前的努力毫无意义——西班牙人掠夺了城镇的所有粮食。
此时承诺已久的援军终于出现：戈贝尔将军和雅克·勒弗朗将军于7月15在莫雷纳山脉留下了一支强大的驻军，并带着剩余的步兵和胸甲骑兵来到安达卢西亚。当西班牙人集结并向他的部队接近时，杜邦有超过20,000名士兵驻扎在瓜达尔基维尔河。但是法军的补给供应稀缺，且西班牙农民早已放弃了耕地，因为杜邦的士兵只能自己研磨谷物，并烘烤口粮。法军此时还有约600名士兵因饮用了瓜达尔基维尔河被污染的水而生病。

### 早期战斗
7月9日，西班牙军队的一个师在拉佩尼亚将军的指挥下占领了从埃尔卡皮奥到波尔库纳的河岸阵地，安达卢西亚军队随即开始了一系列对法军的袭击。沿着瓜达尔基维尔河从西向东，卡斯塔尼奥斯率领两个师约14,000名士兵在安杜哈尔接近杜邦的阵地，雷丁则准备在门希瓦尔渡河并向北转向拜伦以包抄法军，切断杜邦的部队向山区撤退的路线。雷丁在7月2日至3日期间对法国右翼进行了一次强有力的攻击，基本将瑞士第3团摧毁。虽然西班牙人最终撤退，但孤立的法军部队已经感到了危险，并于4日从瓜达尔基维尔河撤退到拜伦，只剩下少数几个连守卫门希瓦尔的渡口。
雷丁在7月13日再次袭击了门希瓦尔，经过一番激战，将法国守军赶出了村庄；然而，在韦德尔的大部队出现时，西班牙纵队悄悄撤退让法国步兵夺回该镇。卡斯塔尼奥斯于7月15日在能够俯瞰法军阵地的山脊上设置了一个炮台，并开始向杜邦的阵地开火。与此同时，克鲁斯-莫尔赫翁上校率领的民兵部队在马尔莫莱霍附近涉水渡河向杜邦阵地的后方发起进攻，但他的进攻被一个法国步兵营轻松击退。杜邦对西班牙的先期进攻感到震惊，于是让韦德尔派出一个营甚至一个旅前来增援，而韦德尔认为门希瓦尔没有威胁，于是在夜间与他的整个师一起出发。韦德尔带着他的部队与杜邦回合，但这一部署严重危及法国左翼，使雷丁的部队在接下来的行动中没有受到大规模的抵抗。

## 战斗

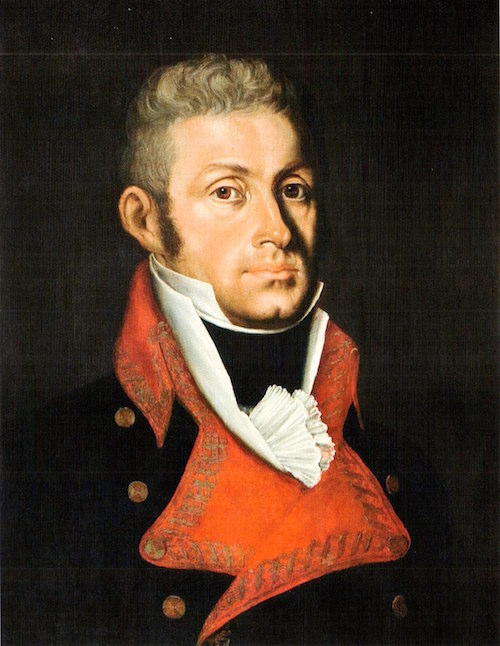
特奥多尔·冯·雷丁
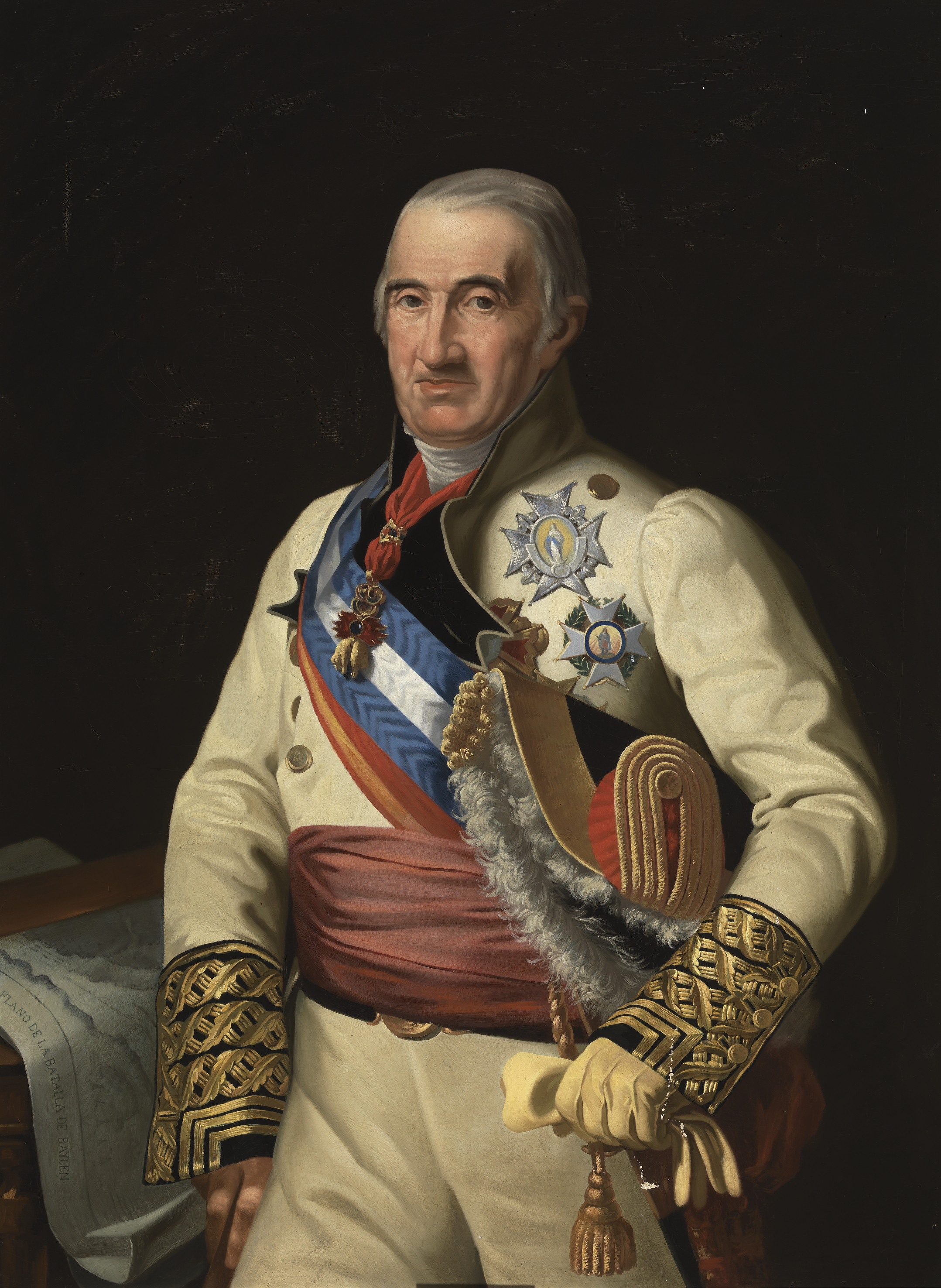
弗朗西斯科·哈维尔·卡斯塔尼奥斯
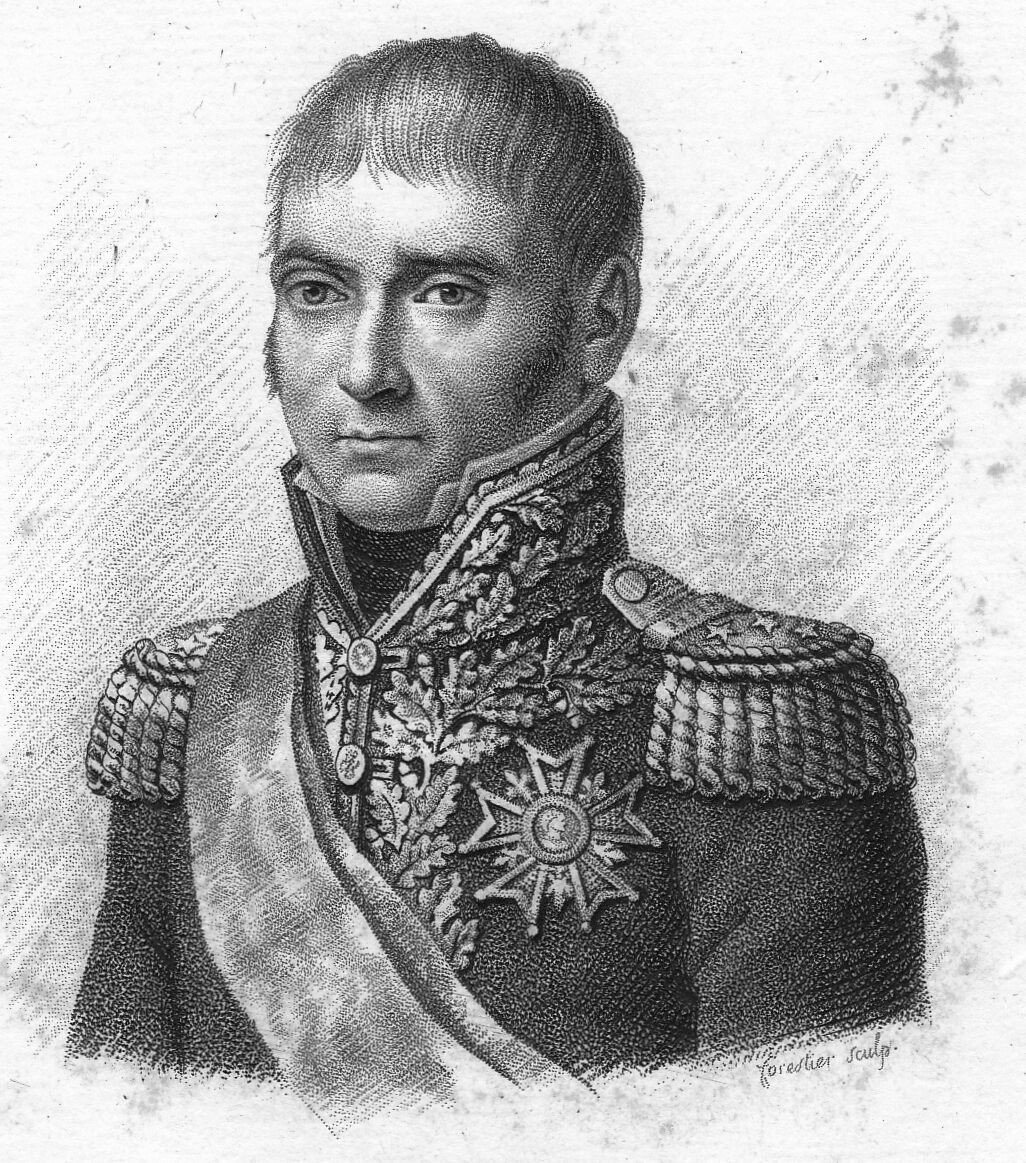
皮埃尔·杜邦·德莱唐

7月16日，杜邦和韦德尔预测西班牙人将发起大规模进攻，但他们发现卡斯塔尼奥斯的部队只是重复前一天的小规模摩擦，并没有尝试进攻。然而，雷丁的部队此时已经包围了门希瓦尔，并粉碎了法国一个营的守军。戈贝尔将军指挥的法军小分队试图从拜伦前来支援，但他在路上被伏击导致头部中弹，后来因伤死亡，他的部队由弗朗索瓦·贝特朗·迪富尔将军接管，但在西班牙人的袭击下被击溃。在指挥胸甲骑兵拦截雷丁的追击部队后，迪富尔带着剩下的士兵回到拜伦。
得知西班牙人占领门希瓦尔后，杜邦再次犹豫了。他不愿再继续向西班牙军队发起进攻，而是选择驻守安杜哈尔并命令韦德尔疲惫的部队返回拜伦，以防止右翼崩溃。

### 右翼脱离
门希瓦尔周围的战斗随后出现了奇怪的转折：雷丁在占领河北岸后突然撤退，可能是因为他的感到自己的部队在北岸将会孤立无援。与此同时，巴尔德·卡诺斯上校率领的游击队在迪富尔的侧翼出现。迪富尔意识到山口的危险，开始在瓜罗曼和拉卡罗利纳与西班牙军队的侧翼对峙。因此，当韦德尔在又一次累人的夜间行军中回到拜伦时，他发现拜伦既没有迪富尔的部队也没有西班牙游击队。
当他的侦察队在瓜达尔基维尔河没有发现敌人时，韦德尔得出结论，雷丁已将他的师转移到沿线的另一个地方。7月17日，在接到迪富尔的求援后，韦德尔召集他精疲力竭的师，匆忙赶往支援此前与西班牙军队对峙的迪富尔，并于次日抵达圣卡罗拉纳。迪富尔的致命错误很快就被揭露了，因为韦德尔发现，迪富尔所描述的威胁就是一群小规模民兵。雷丁的大部队仍然在门希瓦尔附近的某个地方徘徊。更糟糕的是，现在杜邦和韦德尔的部队之间相隔甚远。

### 被困
7月18日中午，韦德尔与大部队分散的消息传到了杜邦的耳中，杜邦决定带大部队回到拜伦并在那里与韦德尔会和，重新集中分散的军队。杜邦用警惕的眼光注视着对岸卡斯塔尼奥斯的西班牙部队，因为他需要时间准备他的辎重车（受到科尔多瓦战利品的拖累），杜邦将撤退时间推迟到黄昏。与此同时，雷丁于7月17日越过门希瓦尔，占领了被遗弃的拜伦。西班牙军队在那里过夜，准备向西进攻杜邦的部队。

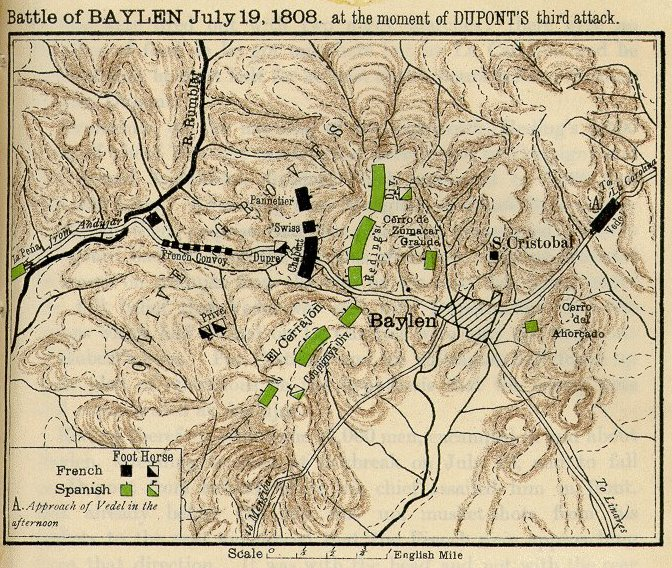
雷丁的部队（绿色）挡住了杜邦（黑色）的撤离路线

韦德尔于7月18日上午向拜伦行军，在不知不觉地向雷丁的后方逼近。两支军队现在都在瓜达尔基维尔河以北，并在一个奇怪的位置交错：卡斯塔尼奥斯和雷丁之间的夹着杜邦的部队；杜邦和韦德尔之间夹着雷丁的部队。在拜伦不远处的瓜罗曼，韦德尔让他的部队休息了几个小时，因为三天三夜的行军已经让他的部队疲惫不堪。既没有意识到杜邦正准备朝他的方向移动，也没有意识到韦德尔现在实际上正在跟在他身后，雷丁部署了几个营来防守拜伦并带着他的两个师向西进发，打算从后方包围安杜哈尔，并与卡斯塔尼奥斯一起粉碎杜邦的部队。
杜邦此时正在悄悄地撤离安杜哈尔。7月19日黎明时分，法军由特奥多尔·夏伯特准将指挥的先锋队与从拜伦稍稍接近的雷丁部队相遇了。尽管措手不及，但雷丁迅速解散了他的纵队，并在距离杜邦大部队约两英里的橄榄树林中用20门火炮建立了一道防线，该树林与深沟相交。由于严重低估了他面前的部队，夏伯特指挥他的3,000名士兵向雷丁的两个师发起冲锋，导致法军部队被重创并被击退。杜邦得知消息后留下一支后卫部队抵挡卡斯塔尼奥斯的追击，并命令所有其他部队攻破雷丁的防线。
杜邦预计自己随时会被卡斯塔尼奥斯的纵队追上并击溃，所以将他的部队全部分批部署，并没有留下预备队。正如一位历史学家所观察到的那样，杜邦的部队“早已筋疲力尽，让他们化整为零进行战斗是极端鲁莽的”。法军先头部队一个旅的进攻在混战后宣告失败。杜邦随后将火炮费力地组成炮台以协助步兵的攻击，但法军的火炮很快就被西班牙火炮摧毁。在战场右侧，法军的一次猛烈进攻使西班牙防线后退。法军的胸甲骑兵击散了一个西班牙步兵团，并到达了西班牙的炮兵阵地，但西班牙守军随即扩大了战线并保持了持续的炮火支援，迫使法国人放弃缴获的火炮并撤退。
上午10时，杜邦在克洛德·马里·约瑟夫·帕内捷将军率领的旅抵达战场后立刻就发起了第三次袭击。帝国卫队中的海军陆战队参与了此次袭击，虽然只有三百人但这些士兵们都无所畏惧。杜邦本人在战斗中臀部受伤，选择将他疲惫不堪的部队聚集在近卫营周围，然后全力向拜伦突围。杜邦的第三次袭击在随后也因西班牙大炮的猛烈炮火而宣告失败。杜邦麾下的瑞士军团最初在西班牙军队中服役，眼见法军胜利无望，瑞士士兵带着武器和辎重叛变。最后，卡斯塔尼奥斯的部队抵达并突袭法军后卫。

### 终战
在战斗的最后几分钟突然出现了一支意想不到的西班牙增援部队，德拉克鲁兹上校集结了2,000名火枪手加入了战场。此时杜邦已经被三面包围。

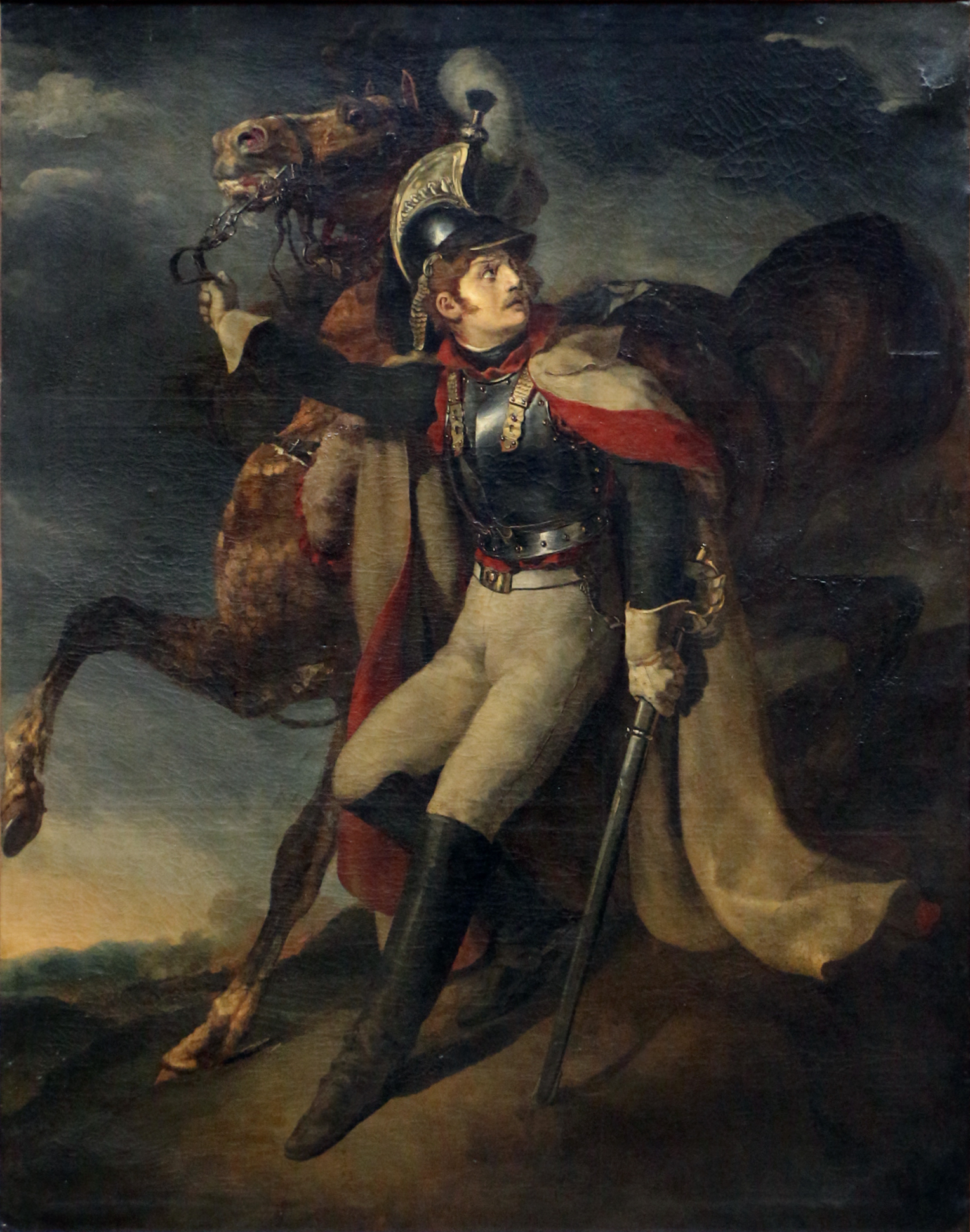
特奥多尔·杰利柯的画作：负伤的胸甲骑兵

快到中午时，杜邦的火炮声彻底停止，韦德尔此时继续从瓜罗曼前往拜伦，并观察到一支正在打盹的部队，他认为这些部队是杜邦从安杜哈尔返回的先锋队——实际上他们是雷丁的西班牙部队。两名西班牙军官携带休战旗帜来到韦德尔的指挥部，宣布杜邦已被击败并提议休战；法国人回答说：“告诉你的将军，我不在乎这个，我要发起攻击。”
韦德尔的手下随后发起进攻，占领了一座小山并俘虏了1,500人。与此同时，罗什（Roche）上校的纵队袭击了西班牙在圣克里斯托瓦尔（San Cristóbal）的据点。但在这里，弗朗西斯科·索莱尔（Francisco Soler）上校领导下的西班牙民兵挡住了法军的进攻，所有的袭击都失败了。

### 投降

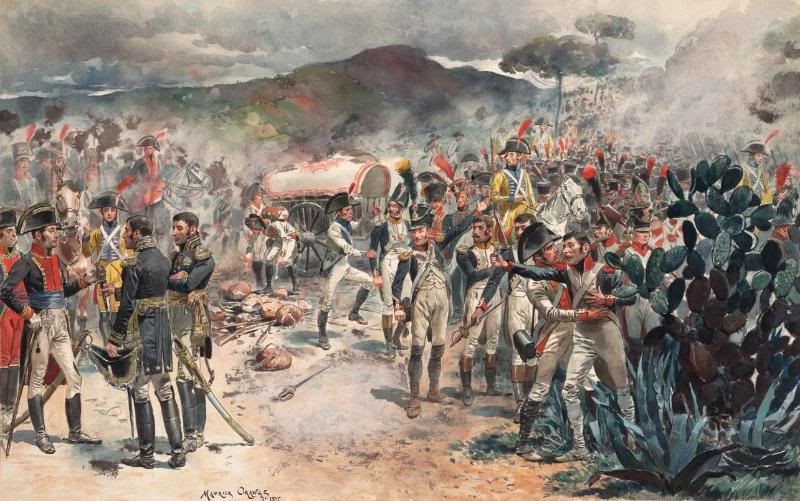
杜邦将军向西班牙人投降，这一事件打破了拿破仑无敌的神话

在卡斯塔尼奥斯的部队抵达战场后，杜邦决定停战，并在几天内与西班牙军官谈判条款。得知这一点后，韦德尔沿着公路往后退了一段距离。但西班牙指挥官威胁说，如果韦德尔不投降，西班牙军队将屠杀已经被俘的法军士兵，最终迫使韦德尔的部队放下武器。杜邦在投降时将他的剑递给卡斯塔尼奥斯，喊道：“将军，您可以为这一天感到自豪；这很了不起，因为我在二十年的生涯中从来没有在战场上输过。”西班牙人尖刻的回答：“这更了不起，因为我这辈子从来没有接受过投降。”

## 后果

### 反响

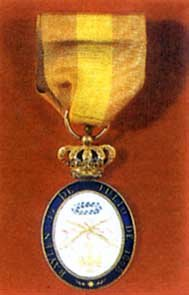
拜伦勋章

拜伦战场胜利的消息使摇摆不定的西班牙上层人士加入起义运动中：突然间，西班牙人发现用武力驱逐法国人似乎是可行的。与此同时，西班牙在一个不起眼的安达卢西亚村庄取得的辉煌胜利向欧洲各国发出信号，长期以来被认为不可战胜的法国人是可以被击败的。这一事实说服了奥地利帝国发起了反对拿破仑的第五次反法同盟：
这是一个历史性的时刻：法军战败的消息从西班牙传到了欧洲的每一个角落。自1801年以来，从来没有一整支法国军团向任何人投降，法国人无敌的形象受到了强烈动摇。欧洲各地的反法情绪暴涨，教皇发布了一篇声讨拿破仑的檄文，普鲁士爱国者的热情再一次被激起，但最重要的是，奥地利的主战派再一次要求皇帝对拿破仑的法兰西第一帝国宣战。

这次失败让拿破仑感到羞愧。皇帝将杜邦的投降视为个人的耻辱和对帝国荣誉的损害，拿破仑对所有相关人员进行了无情的报复：
|  | 从世界诞生的第一天开始发生过这种极度愚蠢及耻辱的事吗？ |

杜邦和韦德尔在耻辱中返回巴黎，随即被送上军事法庭，并被剥夺军衔和头衔，且因其在灾难中所扮演的角色而被关押在德茹堡。（杜邦直到路易十八复辟才被假释；事实上，一直有传言说他在囚禁中被拿破仑暗杀。）参战的每一位法军指挥官都受到了不同程度的处罚：拿破仑认为他在西班牙的军队是“由邮政检查员而不是由将军指挥的”。1809年1月，当皇帝在军官中认出杜邦的参谋长时，拿破仑中止了在巴利亚多利德的阅兵，当众斥责这位不幸的军官，并命令他离开广场。根据马克西米利安·塞巴斯蒂安·富瓦将军的说法，拿破仑开始了他的长篇大论：“什么，将军！当你签署那个臭名昭著的投降书时，你的手没有枯萎吗？”1812年5月1日的一项帝国法令禁止任何战地指挥官投降，并宣布任何未经授权的投降都是可判处死刑的犯罪行为。

### 法军的回应
除了对法国威信的打击之外，拜伦的失败还让法国入侵部队在未能保护赫罗纳、萨拉戈萨、瓦伦西亚、巴塞罗那和桑坦德之后步履蹒跚。西班牙各地的武装和动员也让法军陷入恐慌和混乱。随着20,000名士兵的突然损失，拿破仑的军事机器突然分崩离析。在萨瓦里的建议下，约瑟夫·波拿巴逃离了自己的首都，与贝西埃和蒙塞会合。直到安全地越过埃布罗河后，法军才停下来，在那里他们可以在北岸建立安全的防御阵地。约瑟夫在维多利亚的临时总部写信给他的兄弟：“我再说一遍，我们没有一个西班牙支持者。整个国家都被激怒并决心战斗。”拿破仑本人愤怒而沮丧地说，穿越埃布罗河“无异于撤离西班牙。”
11月，拿破仑亲自率领大军穿过比利牛斯山脉，对西班牙军队进行了一系列毁灭性的打击，在不到一个月的时间里就让马德里投降。命运对拜伦的胜利者尤其残酷：卡斯塔尼奥斯本人在1808年11月的图德拉战役中被拉纳击溃，而雷丁在1809年的瓦尔斯战役中被法国骑兵踩踏，伤重而亡。第二年，苏尔特元帅占领了安达卢西亚的大部分地区，1810年1月21日，他的部下从拜伦大教堂找回了丢失的帝国鹰标。

### 俘虏的命运

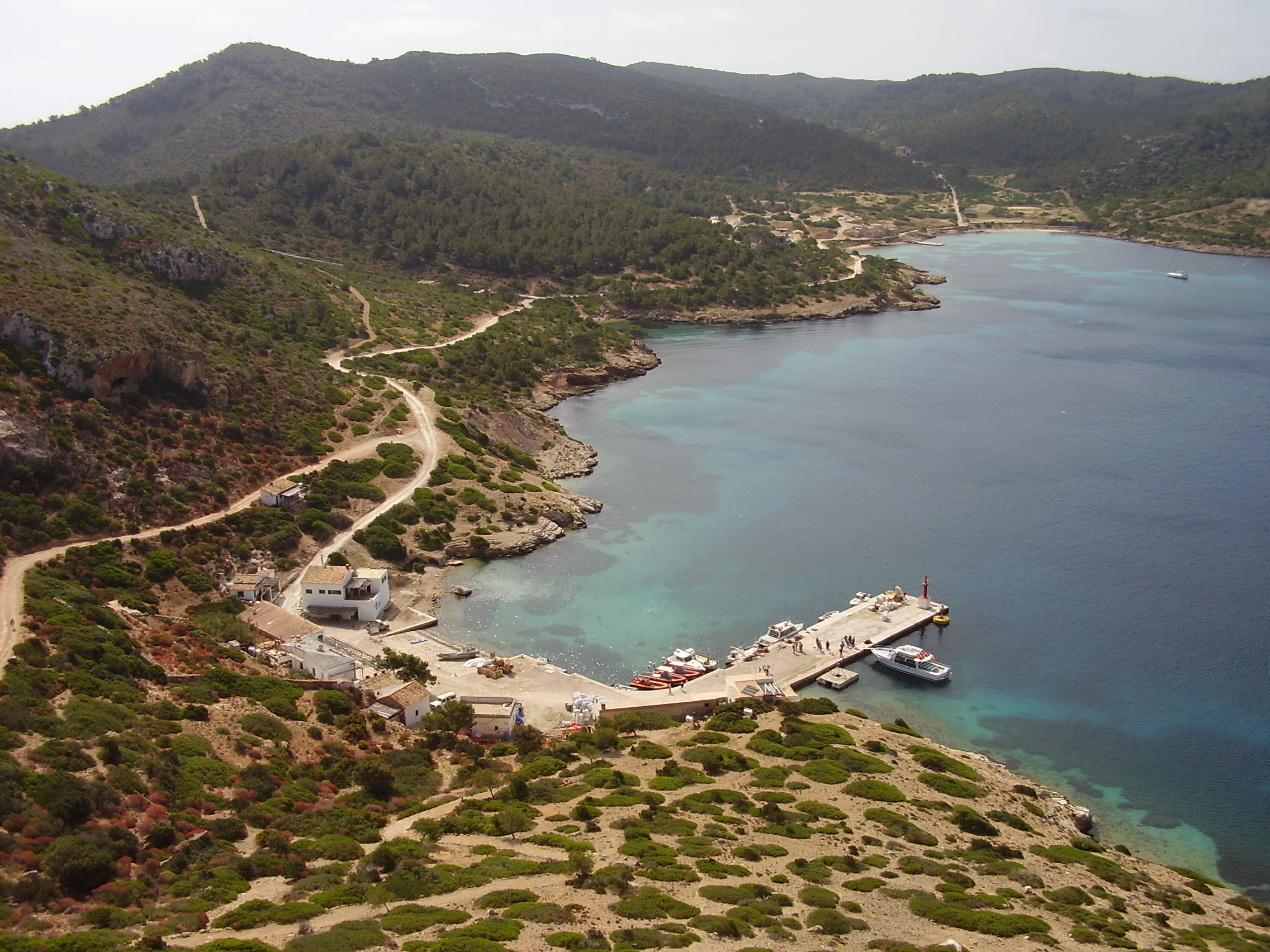
卡夫雷拉岛

在塞维利亚拒绝履行通过加的斯遣返法军俘虏的协议后，杜邦和他的参谋人员被皇家海军船只运送到罗什福尔。其他囚犯被关押在加的斯港的一艘拆除了桅杆和索具的旧军舰里。法军在拥挤的船只上被不定期地喂食。1810年开始围攻加的斯意味着法国军队占领了靠近城市的土地。1810年3月6日-9日，一场呼啸的风暴从西南袭来，将一艘葡萄牙战舰和三艘西班牙战舰驱赶上岸，并被法国的炮火摧毁。
少数剩余的军官首先被转移到马略卡岛，后来又被转移到了英格兰。普通士兵被送往加那利群岛和巴利阿里群岛，当地居民抗议规模如此庞大的法军士兵抵达岛上。因此，7,000名囚犯被转移至无人居住的卡夫雷拉島。西班牙政府在战场上几乎无法供应自己的军队，所以无法妥善照顾囚犯。据称，在补给船未能抵达时发生了食人事件。1814年7月6日，拜伦之战的剩余幸存者返回法国：剩下的人不到一半，大多数人在囚禁中丧生。许多幸存者此后再也没有康复。

### 分析
拜伦是西班牙波旁政权正规军的胜利，拿破仑曾嘲笑西班牙军队是“欧洲最糟糕的”（同时将西班牙民兵视为“僧侣领导的土匪”）。卡斯塔尼奥斯承认，他的大部分部队“生疏且缺乏经验；但他们是西班牙人，而西班牙人是英雄”，事实上，这支饱受诟病的军队，在很大程度上没有受到法国大革命的影响——这是18世纪专制主义的遗产——但却战胜了帝国士兵。
然而，西班牙的旧军队很快就因战争规模的扩大而黯然失色—由于未经训练的新兵的注入而瘫痪。不仅许多军官在1808年5月的起义中丧生，而且军队的权威也被严重削弱，军事阶层的自主权以前所未有的方式受到侵犯。与此同时，起义之后，新老军官发现自己在最不利的情况下与强大的侵略者进行了一场绝望的战争。与此同时，肆无忌惮和不负责任的宣传者制造了对胜利的错误期望，而同样肆无忌惮和不负责任的政客则进一步干涉了军事行动的进行，且未能为军队提供足够的补给。

## 脚注
1. 1 2 3 4 5 6 7 8 9  Tucker 2009.
2. ↑  Gates 1986，第481頁.
3. 1 2  Napier 1831，第73頁.
4. ↑  Gates 1986，第55頁.
5. ↑  Vela 2007.
6. ↑  Esdaile 2003，第62-86頁.
7. 1 2  Chandler 1966，第616頁.
8. 1 2  Esdaile 2003，第62頁.
9. ↑  Chandler 1966，第610頁.
10. ↑  Foy 1827，第311頁.
11. ↑  Chandler 1966，第612頁.
12. ↑  Foy 1827，第312頁.
13. 1 2 3  Glover 1974，第54頁.
14. ↑  Chandler 1966，第611頁.
15. ↑  Gates 1986，第181–182頁.
16. ↑  Gates 1986，第51頁.
17. ↑  Esdaile 2003，第63頁.
18. ↑  Larchey 1884，第1頁.
19. 1 2  Foy 1827，第327頁.
20. 1 2  Chandler 1966，第615頁.
21. 1 2  Foy 1827，第315頁.
22. ↑  Foy 1827，第316頁.
23. 1 2  Napier 1831，第69頁.
24. 1 2  Foy 1827，第317頁.
25. ↑  Foy 1827，第318頁.
26. ↑  Chandler 1966，第614頁.
27. ↑  Esdaile 2003，第67-68,75-76頁.
28. ↑  Foy 1827，第337頁.
29. ↑  Glover 1974，第53頁.
30. 1 2  Toreno 1835，第103頁.
31. ↑  Hamilton 1829，第160頁.
32. ↑  Foy 1827，第331頁.
33. ↑  Foy 1827，第342頁.
34. 1 2  Gates 1986，第52頁.
35. ↑  Foy 1827，第325-326頁.
36. 1 2  Hamilton 1829，第162頁.
37. ↑  Foy 1827，第326頁.
38. ↑  Hamilton 1829，第163頁.
39. ↑  Foy 1827，第334頁.
40. 1 2 3 4 5 6 7  Napier 1831，第71頁.
41. 1 2 3 4  Gates 1986，第53頁.
42. 1 2  Foy 1827，第335頁.
43. 1 2  Foy 1827，第338頁.
44. 1 2  Foy 1827，第339頁.
45. 1 2  Foy 1827，第340頁.
46. 1 2 3 4 5 6 7 8  Gates 1986，第54頁.
47. 1 2  Foy 1827，第349頁.
48. ↑  Hamilton 1829，第166頁.
49. 1 2 3  Foy 1827，第344頁.
50. ↑  Hamilton 1829，第165頁.
51. 1 2 3 4  Foy 1827，第345頁.
52. 1 2  Foy 1827，第346頁.
53. ↑  Hamilton 1829，第168頁.
54. 1 2 3  Foy 1827，第347頁.
55. ↑  Foy 1827，第350頁.
56. ↑  Napier 1831，第72頁.
57. 1 2  Foy 1827，第351頁.
58. ↑  Esdaile 2003，第83頁.
59. 1 2  Fernández 2008，第118頁.
60. ↑  Chandler 1966，第617頁.
61. 1 2 3 4  Chandler 1966，第618頁.
62. ↑  Glover 1974，第55頁.
63. ↑  Foy 1827，第366頁.
64. ↑  Foy 1827，第368頁.
65. ↑  Chandler 1966，第619頁.
66. ↑  Glover 1974，第118頁.
67. 1 2 3  Oman 1908，第321-323頁.
68. ↑  Gates 1986，第56頁.
69. ↑  Esdaile 2003，第489頁.

## 延伸阅读
- Bueno, José María. . Aldaba. 1989. ISBN 84-86629-20-9.
- Esdaile, Charles J. . Manchester University Press. 1988. ISBN 0-7190-2538-9.
- Lorblanchès, Jean-Claude. . Editions L'Harmattan. 20072007. ISBN 978-2-296-02477-9.
- Napier, William.  I. London : T. & W. Boone. 1828a.
- Napier, William.  II. London : T. & W. Boone. 1828b.
- Napier, William.  III. London : T. & W. Boone. 1828c.
- Oman, Sir Charles William Chadwick.  I. Oxford: Clarendon Press. 1902.
- Oman, Sir Charles William Chadwick.  IV. Oxford: Clarendon Press. 1911.
- Oman, Sir Charles William Chadwick.  V. Oxford: Clarendon Press. 1914.
- Oman, Sir Charles William Chadwick.  VI. Oxford: Clarendon Press. 1922.
- Oman, Sir Charles William Chadwick.  VII. Oxford: Clarendon Press. 1930.
- Partridge, Richard. . Constable and Robinson. 1998. ISBN 0-09-477620-2.